# Malek Fālīz
Malek Fālīz (persiska: مَلِك واليز, ملک فاليز) är en ort i Iran.   Den ligger i provinsen Alborz, i den norra delen av landet, 40 km norr om huvudstaden Teheran. Malek Fālīz ligger 2 172 meter över havet och antalet invånare är 139.
Terrängen runt Malek Fālīz är bergig norrut, men söderut är den kuperad. Malek Fālīz ligger nere i en dal. Runt Malek Fālīz är det mycket tätbefolkat, med 1 056 invånare per kvadratkilometer. Närmaste större samhälle är Ḩasanak Dar, 1,4 km sydväst om Malek Fālīz. Trakten runt Malek Fālīz består i huvudsak av gräsmarker.